# Приозёрный район (Казахстан)
Приозерный район, Токыраунский район (каз. Приозерный ауданы, Тоқырауын ауданы) — административно-территориальная единица в составе Джезказганской и Карагандинской областей, существовавшая в 1977—1997 годах. Центр — посёлок Озерный.
Приозерный район был образован 15 февраля 1977 года в составе Джезказганской области. В его состав вошли Айыртасский, Карабулакский и Кусакский с/с Актогайского района, а также Ортадересинский, Тасаралский и Торангылыкский с/с, посёлки Гульшад, Озерный, Сарышаган и Саяк Балхашского горсовета.
В 1979 году пгт Саяк был передан в Балхашский горсовет.
В 1985 году образован Абайский с/с.
В 1987 году пгт Гульшад был передан в Балхашский горсовет.
В 1991 году пгт Озерный переименован в Шашубай.
В 1993 году Приозерный район был переименован в Токыраунский район.
3 мая 1997 года район был передан в Карагандинскую область. 23 мая 1997 года Токыраунский район был упразднён. При этом вся территория была передана в Актогайский район.

## Главы
- Мейірманов Байыз Төлеубайұлы 1991-1997 Аргын, Каракесек, Камбар